# Abkommen von Algier (2000)
Das Abkommen von Algier (2000) ist die völkerrechtlich bindende Vereinbarung eines Waffenstillstandes zwischen Äthiopien und Eritrea, der am 18. Juni 2000 von den beiden Ländern unterzeichnet wurde und von der United Nations Mission in Ethiopia and Eritrea überwacht wird. 
Durch Vermittlung der Organisation für Afrikanische Einheit (OAU) unter dem Vorsitz von Algerien, den Vereinigten Staaten und der Europäischen Union beendeten beide Staaten den dreijährigen Eritrea-Äthiopien-Krieg.
Mit dem Abkommen verpflichteten sich Äthiopien und Eritrea, jegliche Angriffe aufeinander einzustellen und den freien Zugang einer Friedensmission, sowie deren Schutz und Anerkennung zu gewährleisten.
Beide Seiten einigten sich darauf, dass diese Friedensmission durch die Vereinten Nationen aufgestellt und durch die OAU beobachtet wird. Das Mandat dieser Mission sollte die Beobachtung der Einhaltung des Waffenstillstandes, des Rückzuges der äthiopischen Truppen und der Temporären Sicherheitszone (TSZ) sein.
Das Mandat der Friedensmission war an die Vollendung eines Prozesses zur Findung und Markierung der internationalen Grenze zwischen Äthiopien und Eritrea gekoppelt und die Zusammensetzung und Stärke der Mission sollte nach dem Abkommen durch die Generalsekretäre der OAU und der Vereinten Nationen in Übereinstimmung beider Seiten erfolgen.
Beide Seiten waren nach dem Abkommen verpflichtet Landminen zu räumen und der United Nations Mine Action Service wurde dabei um Unterstützung ersucht. 
Äthiopien verpflichtete sich, innerhalb von zwei Wochen nach Stationierung der Blauhelme solche Stellungen, die nach dem 6. Februar 1999 genommen wurden und vor dem 6. Mai 1998 nicht unter äthiopischer Verwaltung standen, an Einheiten der Friedensmission zu übergeben. Dieser Rückzug wurde allerdings in dem Abkommen nicht als ein Verzicht von Gebietsansprüchen angesehen. Eritrea verpflichtete sich, seine Truppen hinter eine Linie zurückzuziehen, die 25 Kilometer von den äthiopischen Stellungen entfernt liegt.
Die beiden Seiten verpflichteten sich, diese Linien zu akzeptieren und willigten ein, dass die Friedenstruppen unter Kapitel VII der Charta der Vereinten Nationen diese Einhaltung durch geeignete Maßnahmen erzwingen können.